# Lengyel Néphadsereg
A Lengyel Néphadsereg  (lengyelül: Ludowe Wojsko Polskie, LWP) a Lengyel Népköztársaság fegyveres hadereje volt 1945 és 1989 között. 1955-től a Varsói Szerződés tagja volt. A Lengyel Néphadsereget a szárazföldi erők, a légierő és a haditengerészet alkották.
Az LWP kialakulása és működése szorosan kapcsolódott a hidegháború politikai és katonai struktúráihoz, különösen a Varsói Szerződéshez. 

## Története

### Létrejötte és a szovjet függőség

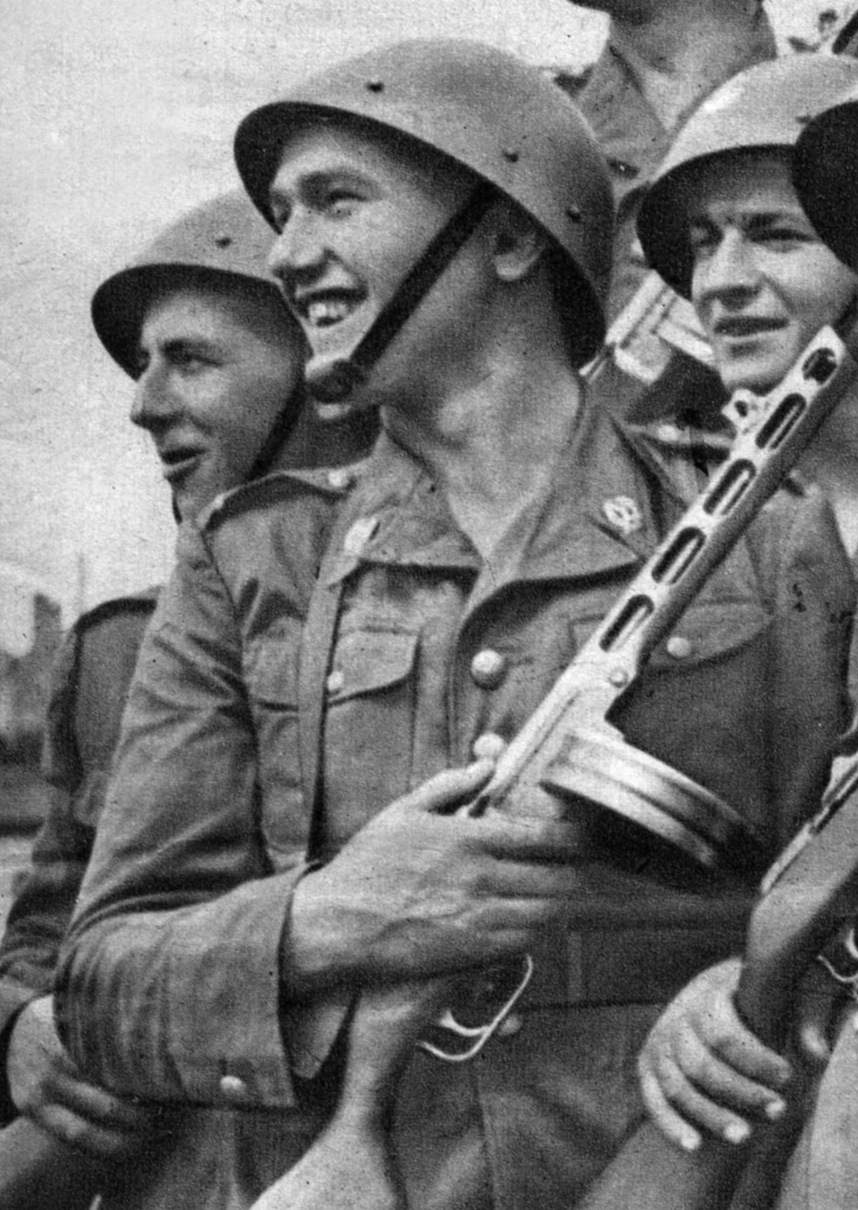
Lengyel katonák 1951-ben

A Lengyel Néphadsereg 1943-ban alakult meg a Szovjetunió támogatásával, az oroszországi székhelyű Kościuszko Gyalogos Hadosztály volt az alapja. A Lengyel Néphadsereget a lengyel kommunista pártok (PPR, majd 1948-tól PZPR) irányították és ellenőrizték, miközben a Szovjetunió fegyveres erejének parancsnoksága alá volt rendelve, emiatt erős kommunista ideológiai nevelés és szovjet típusú katonai struktúra jellemezte. A vezetők zöme is a Szovjetunióban kiképzett tisztekből állt és Moszkva jelentős befolyást gyakorolt a parancsnoki láncolatra. Lengyelország 1955-ben a Szovjetunió és keleti blokk többi országa mellett csatlakozott a Varsói Szerződéshez, és így az LWP része lett a szovjet katonai szövetségi rendszernek. A Lengyel Néphadsereg egyik fő szerepe a NATO-ellenes védelem biztosítása volt Kelet-Európában. Vészhelyzet esetén a lengyel katonák a Varsói Szerződés keretében harcoltak volna Nyugat-Európában. A Varsói Szerződés katonai gyakorlatain rendszeresen részt vettek, és jelentős számú lengyel katona szolgált volna szovjet parancsnokság alatt, ha háború tört volna ki. Az 1960-as évek során megkezdődött a hadsereg modernizálása, többek között a szovjet fegyverzet és technológia átvételével, beleértve új harckocsik, páncélozott járművek és légvédelmi rendszerek beszerzését. Az LWP fontos szerepet játszott a kommunista ideológia terjesztésében is: a katonák számára kötelező volt a politikai képzés, hogy erősítsék lojalitásukat a szocialista rendszer iránt. A Lengyel Néphadsereg egyúttal belpolitikai feladatokat is ellátott, és alkalmanként a rendszer belső ellenségei ellen vetették be. Például részt vett az 1956-os poznańi munkásfelkelés, az 1970-es és 1980-as évek lengyelországi munkásmegmozdulások és a Szolidaritás mozgalom elfojtásában is. A gazdasági helyzet annyira súlyos volt, hogy 1981. március 13-án Wojciech Jaruzelski kormányfő és a kommunista párt főtitkára szükségállapotot rendelt el, hogy fegyveres erővel vessenek véget a fokozódó társadalmi elégedetlenségnek. A hadiállapot súlyosan aláásta az LWP és a kormány népszerűségét, és sok lengyel szemében a hadsereg az elnyomás eszközévé vált. Ez hozzájárult a lengyel lakosság és a hadsereg közötti bizalomvesztéshez, amely hosszú távú következményekkel járt.

### Rendszerváltás és a Lengyel Néphadsereg átalakulása

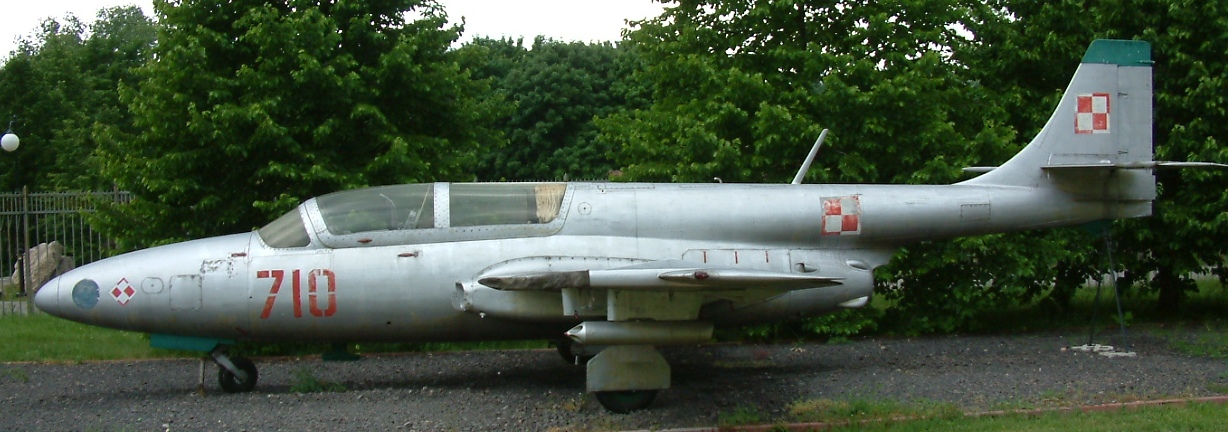
TS–11 típusú lengyel sugárhajtású repülőgép

Az 1989-es rendszerváltás után a LWP megújult és demokratizálódott, így megszűnt a közvetlen szovjet befolyás.
1990-ben a néphadsereg helyébe a Lengyel Hadsereg (Wojsko Polskie) lépett, amely fokozatosan alkalmazkodott a NATO-standerdekhez, és 1999-ben csatlakozott is a NATO-hoz.

## Szervezeti felépítése és fegyverzete
A LWP felépítése nagyban tükrözte a szovjet Vörös Hadsereg mintáját, mind szervezetileg, mind felszerelés tekintetében. A fegyverzet zömmel szovjet gyártmányú volt, így a lengyel hadsereg azonos fegyvereket használt, mint a Varsói Szerződés többi tagállama (pl. AK–47, T–55 és T–72 harckocsik, MiG repülőgépek). A hadsereg alárendelve működött a lengyel belügyminisztériumnak, amely gyakran igyekezett biztosítani a katonai lojalitást a kommunista párt irányában.

## A néphadsereg létszáma

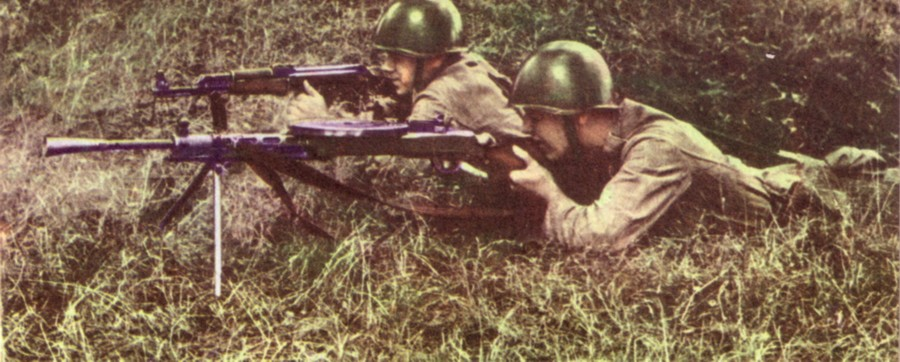
Lengyel katonák 1971-ben gyakorlat közben DP típusú könnyű sorozatlövő gépfegyverrel

A LWP létszáma a hidegháború alatt mintegy 200 000–400 000 fő között mozgott, ami Lengyelország akkori lakosságához képest jelentős katonai erőt jelentett.
A hadsereg folyamatos kiképzést és gyakorlatokat tartott, hogy képes legyen gyors reagálásra. Ugyanakkor sokan megkérdőjelezték, hogy a LWP mennyire lett volna hatékony egy valós katonai konfliktusban, hiszen számos felszerelése és módszere elavult volt.

## Összegzés
Az egykori Lengyel Néphadsereg alapvetően a szovjet érdekeket szolgálta, és fontos szerepe volt a kommunista hatalom fenntartásában Lengyelországban. Szovjet fegyverzet, ideológiai nevelés és erős függőség jellemezte a hadsereget. Habár jelentős katonai erőt képviselt a térségben, működését erősen beárnyékolta a kommunista rendszer lojalitásának kényszere.